# Coupe d'Angleterre de football 2007-2008
Navigation
Coupe d'Angleterre 2006-2007 Coupe d'Angleterre 2008-2009
La Coupe d'Angleterre de football 2007-2008 est la 127e édition de la Coupe d'Angleterre de football. Portsmouth remporte sa deuxième Coupe d'Angleterre de football au détriment de Cardiff City sur le score de 1-0 au cours d'une finale jouée à Wembley, à Londres. 731 équipes ont pris part à la compétition.
Pour la première fois de l'histoire de la compétition, les demi-finales se jouent désormais aussi à Wembley, afin de rentabiliser le stade nouvellement construit.

## Quatrième tour
|                                                     | Équipe 1                | Score | Équipe 2               | Spectateurs |
| --------------------------------------------------- | ----------------------- | ----- | ---------------------- | ----------- |
| 1                                                   | Preston North End       | 1 – 0 | Scunthorpe United      | 4,616       |
| 2                                                   | Chasetown               | 1 – 3 | Cardiff City           | 2,420       |
| 3                                                   | Colchester United       | 1 – 3 | Peterborough United    | 4,003       |
| 4                                                   | Bolton Wanderers        | 0 – 1 | Sheffield United       | 15,286      |
| 5                                                   | Blackburn Rovers        | 1 – 4 | Coventry City          | 14,421      |
| 6                                                   | Brighton & Hove Albion  | 1 – 2 | Mansfield Town         | 5,857       |
| 7                                                   | Walsall                 | 0 – 0 | Millwall               | 4,358       |
| rejoué                                              | Millwall                | 2 – 1 | Walsall                | 4,645       |
| 8                                                   | Charlton Athletic       | 1 – 1 | West Bromwich Albion   | 12,682      |
| rejoué                                              | West Bromwich Albion    | 2 – 2 | Charlton Athletic      | 12,691      |
| West Bromwich Albion s’impose 4 – 3 aux tirs au but |                         |       |                        |             |
| 9                                                   | Watford                 | 2 – 0 | Crystal Palace         | 10,480      |
| 10                                                  | Luton Town              | 1 – 1 | Liverpool              | 10,226      |
| rejoué                                              | Liverpool               | 5 – 0 | Luton Town             | 41,446      |
| 11                                                  | Plymouth Argyle         | 3 – 2 | Hull City              | 12,419      |
| 12                                                  | Aston Villa             | 0 – 2 | Manchester United      | 33,630      |
| 13                                                  | Tranmere Rovers         | 2 – 2 | Hereford United        | 6,909       |
| rejoué                                              | Hereford United         | 1 – 0 | Tranmere Rovers        | 6,471       |
| 14                                                  | Tottenham Hotspur       | 2 – 2 | Reading                | 35,243      |
| rejoué                                              | Reading                 | 0 – 1 | Tottenham Hotspur      | 22,130      |
| 15                                                  | Burnley                 | 0 – 2 | Arsenal                | 16,709      |
| 16                                                  | Bristol City            | 1 – 2 | Middlesbrough          | 15,895      |
| 17                                                  | Fulham                  | 2 – 2 | Bristol Rovers         | 13,634      |
| rejoué                                              | Bristol Rovers          | 0 – 0 | Fulham                 | 11,882      |
| Bristol Rovers s’impose 5 – 3 aux tirs au but       |                         |       |                        |             |
| 18                                                  | Huddersfield Town       | 2 – 1 | Birmingham City        | 13,410      |
| 19                                                  | Swansea City            | 1 – 1 | Havant & Waterlooville | 8,761       |
| rejoué                                              | Havant & Waterlooville  | 4 – 2 | Swansea City           | 4,400       |
| 20                                                  | Sunderland              | 0 – 3 | Wigan Athletic         | 20,821      |
| 21                                                  | Southend United         | 5 – 2 | Dagenham & Redbridge   | 6,393       |
| 22                                                  | Everton                 | 0 – 1 | Oldham Athletic        | 33,086      |
| 23                                                  | Derby County            | 2 – 2 | Sheffield Wednesday    | 20,612      |
| rejoué                                              | Sheffield Wednesday     | 1 – 1 | Derby County           | 18,020      |
| Derby County s’impose 4 – 2 aux tirs au but         |                         |       |                        |             |
| 24                                                  | Southampton             | 2 – 0 | Leicester City         | 20,094      |
| 25                                                  | West Ham United         | 0 – 0 | Manchester City        | 33,806      |
| rejoué                                              | Manchester City         | 1 – 0 | West Ham United        | 27,809      |
| 26                                                  | Ipswich Town            | 0 – 1 | Portsmouth             | 23,446      |
| 27                                                  | Wolverhampton Wanderers | 2 – 1 | Cambridge United       | 15,340      |
| 28                                                  | Barnsley                | 2 – 1 | Blackpool              | 8,276       |
| 29                                                  | Chelsea                 | 1 – 0 | Queens Park Rangers    | 41,289      |
| 30                                                  | Stoke City              | 0 – 0 | Newcastle United       | 22,861      |
| rejoué                                              | Newcastle United        | 4 – 1 | Stoke City             | 35,108      |
| 31                                                  | Swindon Town            | 1 – 1 | Barnet                 | 5,944       |
| rejoué                                              | Barnet                  | 1 – 1 | Swindon Town           | 2,810       |
| Barnet s’impose 2 – 0 aux tirs au but               |                         |       |                        |             |
| 32                                                  | Norwich City            | 1 – 1 | Bury                   | 19,815      |
| rejoué                                              | Bury                    | 2 – 1 | Norwich City           | 4,146       |

## Cinquième tour
|    | Équipe 1            | Score | Équipe 2                | Spectateurs |
| -- | ------------------- | ----- | ----------------------- | ----------- |
| 1  | Arsenal             | 3 – 0 | Newcastle United        | 60,046      |
| 2  | Coventry City       | 2 – 1 | Millwall                | 17,268      |
| 3  | Oldham Athletic     | 0 – 1 | Huddersfield Town       | 12,749      |
| 4  | Barnet              | 0 – 1 | Bristol Rovers          | 5,190       |
| 5  | Liverpool           | 5 – 2 | Havant & Waterlooville  | 42,566      |
| 6  | Southend United     | 0 – 1 | Barnsley                | 7,212       |
| 7  | Wigan Athletic      | 1 – 2 | Chelsea                 | 14,166      |
| 8  | Derby County        | 1 – 4 | Preston North End       | 17,344      |
| 9  | Manchester United   | 3 – 1 | Tottenham Hotspur       | 75,369      |
| 10 | Portsmouth          | 2 – 1 | Plymouth Argyle         | 19,612      |
| 11 | Southampton         | 2 – 0 | Bury                    | 25,449      |
| 12 | Hereford United     | 1 – 2 | Cardiff City            | 6,885       |
| 13 | Peterborough United | 0 – 3 | West Bromwich Albion    | 12,701      |
| 14 | Mansfield Town      | 0 – 2 | Middlesbrough           | 6,258       |
| 15 | Sheffield United    | 2 – 1 | Manchester City         | 20,800      |
| 16 | Watford             | 1 – 4 | Wolverhampton Wanderers | 12,719      |

## Quarts de finale
Les matchs des quarts de finale se sont joués les 8 et 9 mars 2008. 
| Équipe 1                           | Score | Équipe 2                            |
| Manchester United (Premier League) | 0 - 1 | Portsmouth FC (Premier League)      |
| Barnsley FC (Championship)         | 1 - 0 | Chelsea FC (Premier League)         |
| Middlesbrough FC (Premier League)  | 0 - 2 | Cardiff City FC (Championship)      |
| Bristol Rovers (League One)        | 1 - 5 | West Bromwich Albion (Championship) |

## Demi-finales
Les matchs des demi-finales se sont joués les 5 et 6 avril 2008. 
| Équipe 1                            | Score | Équipe 2                       |
| West Bromwich Albion (Championship) | 0 - 1 | Portsmouth FC (Premier League) |
| Barnsley FC (Championship)          | 0 - 1 | Cardiff City FC (Championship) |

## Finale
| Titulaires : |  |
| |  |
| 1 Peter Enckelman · 2 Kevin McNaughton · 12 Roger Johnson · 6 Glenn Loovens · 3 Tony Capaldi · 16 Joe Ledley · 4 Gavin Rae 86e · 10 Stephen McPhail (c) · 7 Peter Whittingham 61e · 36 Jimmy Floyd Hasselbaink 70e · 11 Paul Parry · |  |
| Remplaçants : |  |
| 13 Michael Oakes · 5 Darren Purse · 18 Trevor Sinclair 86e · 30 Aaron Ramsey 61e · 20 Steven Thompson 70e · |  |
| Entraîneur : |  |
| Dave Jones |  |

| Titulaires : |  |
| |  |
| 1 David James · 5 Glen Johnson · 15 Sylvain Distin · 23 Sol Campbell (c) · 7 Hermann Hreiðarsson · 6 Lassana Diarra · 17 John Utaka 69e · 30 Pedro Mendes 78e · 19 Niko Kranjčar · 11 Sulley Muntari · 27 Nwankwo Kanu 87e · |  |
| Remplaçants : |  |
| 21 Jamie Ashdown · 16 Noé Pamarot · 8 Papa Bouba Diop 78e · 9 Milan Baroš 87e · 10 David Nugent 69e · |  |
| Entraîneur : |  |
| Harry Redknapp |  |

| Titulaires : |  |
| |  |
| 1 Peter Enckelman · 2 Kevin McNaughton · 12 Roger Johnson · 6 Glenn Loovens · 3 Tony Capaldi · 16 Joe Ledley · 4 Gavin Rae 86e · 10 Stephen McPhail (c) · 7 Peter Whittingham 61e · 36 Jimmy Floyd Hasselbaink 70e · 11 Paul Parry · |  |
| Remplaçants : |  |
| 13 Michael Oakes · 5 Darren Purse · 18 Trevor Sinclair 86e · 30 Aaron Ramsey 61e · 20 Steven Thompson 70e · |  |
| Entraîneur : |  |
| Dave Jones |  |

| Titulaires : |  |
| |  |
| 1 David James · 5 Glen Johnson · 15 Sylvain Distin · 23 Sol Campbell (c) · 7 Hermann Hreiðarsson · 6 Lassana Diarra · 17 John Utaka 69e · 30 Pedro Mendes 78e · 19 Niko Kranjčar · 11 Sulley Muntari · 27 Nwankwo Kanu 87e · |  |
| Remplaçants : |  |
| 21 Jamie Ashdown · 16 Noé Pamarot · 8 Papa Bouba Diop 78e · 9 Milan Baroš 87e · 10 David Nugent 69e · |  |
| Entraîneur : |  |
| Harry Redknapp |  |

| Cardiff City | Portsmouth |